# Palazzo Farnese (Gradoli)
Il Palazzo Farnese di Gradoli (provincia di Viterbo) è uno dei più imponenti palazzi-fortezza della famiglia Farnese sparsi in Italia.
L'imponente costruzione cinquecentesca domina l'abitato di Gradoli. Il progetto architettonico è attribuito ad Antonio da Sangallo il Giovane su commissione di papa Paolo III del casato dei Farnese.
Il palazzo, conserva sontuose stanze affrescate ed ospita al suo interno il Museo del Costume Farnesiano: una raccolta di abiti rinascimentali, armi e utensili. Nella stessa sede è ubicato il Centro Nazionale di Studi sulla Famiglia Farnese.

## Storia
I lavori per la costruzione del palazzo iniziarono nel 1517 quando il cardinale Alessandro Farnese commissionò all'architetto Antonio da Sangallo il Giovane il progetto per una nuova residenza da realizzare abbattendo il vecchio castello medievale del paese. Il palazzo, dono di nozze a Pier Luigi Farnese e a sua moglie Gerolama Orsini, diventò la sede estiva di papa Paolo III (che amava molto il clima salubre di Gradoli) e fu impiegato dai Farnese come loro residenza per le vacanze.
Vi soggiornarono Giulia Farnese, il cardinale Alessandro Farnese il Giovane, il cardinale Odoardo Farnese, la duchessa d'Urbino Vittoria Farnese e Margherita Aldobrandini, duchessa di Parma. Fu visitato anche da alcuni artisti e letterati al servizio della famiglia: fra questi Giorgio Vasari e Annibale Caro.
Nel 1649, con la caduta di Castro, fu confiscato ai Farnese ed entrò nelle proprietà dello Stato Pontificio. Il palazzo venne impiegato come deposito e magazzino, poi nel 1716 Clemente XI lo concesse alla congregazione dell'Oratorio di San Filippo Neri che ne fece un proprio convento. I Padri Filippini apportarono al palazzo significative modifiche, fra cui la chiusura definitiva dell'antico Loggione, la terrazza coperta dell'ultimo piano.
Nel 1849 fu occupato dai soldati francesi in marcia verso Roma.
Nel 1870 Gradoli entrò nel Regno d'Italia e nel 1874 il palazzo fu requisito dallo Stato. Ma nel 1878 i padri Filippini lo riacquistarono all'asta. Il denaro necessario per l'operazione fu quasi completamente versato da uno dei sacerdoti, padre Giovanni Battista Polverini detto don Titta, che con l'autorizzazione del vescovo di Montefiascone diventò il reale proprietario del palazzo.
Nel 1922 l'intervento del Vaticano costrinse don Titta a cedere il Palazzo all'amministrazione comunale di Gradoli che lo impiegò per molteplici scopi: scuola, poliambulatorio, sede di circoli locali, municipio.
A partire dagli anni sessanta e settanta è stata riscoperta l'importanza artistica e monumentale di Palazzo Farnese. Nel 1979 il cortile del palazzo (attuale Piazza Luigi Palombini) è stato chiuso alle auto permettendo di riscoprirne l'antica bellezza.
Nel 1986 è iniziata la prima campagna di restauro integrale, altre ne sono susseguite nel 1997 e nel 2006. Le campagne hanno permesso il recupero di antichi affreschi perduti.
Nel 1998 è stato inaugurato il Museo del Costume Farnesiano.

## Descrizione
Il palazzo si presenta sullo stile dei palazzi-fortezza del Rinascimento italiano con contrafforti angolari su tre lati, brillante soluzione ideata da Sangallo per risolvere i problemi di staticità delle fondamenta dell'antico castello.
Il piano nobile conserva la sontuosa "Sala Ducale" decorata con affreschi a grottesche, la Sala del Loggione, la Sala dei Filosofi, la Sala delle Udienze. Gli affreschi sono stati attribuiti ai pittori Giovanni da Udine e Perin del Vaga ma altri storici dell'arte vi hanno riconosciuto il tratto tipico degli allievi della bottega di Raffaello.
Molte attività che vi si svolgevano all'interno, sono state spostate in altre sedi. Alcune sale sono tuttora impiegate dagli uffici del Comune, altre ospitano la locale biblioteca, oppure vengono utilizzate come sedi di rappresentanza per le celebrazioni dei matrimoni civili.